# Олефіренко Юрій Борисович
Юрій Борисович Олефіренко (нар. 27 квітня 1965, Криничувате, Компаніївський район, Кіровоградська область, УРСР, СРСР — 16 січня 2015, під Маріуполем, Україна) — радянський та український військовик, капітан I рангу Збройних сил України, командир 73-го морського центру спеціального призначення Військово-морських сил ЗС України (2014—2015).
Учасник війни СРСР в Афганістані, місії сил НАТО в Афганістані (2008—2009) та війни на сході України. Лицар ордена Богдана Хмельницького, кавалер ордена Червоної Зірки.

## Життєпис
Юрій Олефіренко народився в селі Криничувате Бобринецького району, що на Кіровоградщині. У 1974 році разом з родиною переїхав до міста Бобринець Кіровоградської області. У 1983 році закінчив бобринецьку середню школу № 4.

### Військова служба
З травня 1983 року — на строковій військовій службі. З червня по грудень 1983 року — розвідник-снайпер, з грудня 1983 року по серпень 1984 року — старший розвідник 9-ї окремої бригади спеціального призначення (Кіровоград). З серпня по вересень 1984 року — розвідник-снайпер 668-го окремого загону спеціального призначення 9-ї бригади, який після підготовки та проведення бойового злагодження у вересні 1984 року був направлений для виконання завдань в Демократичну Республіку Афганістан. З вересня 1984 року по серпень 1988 року брав участь у бойових діях в Афганістані: з 20 вересня 1984 по травень 1985 — розвідник-снайпер 668-го окремого загону СпП (Баграм), з травня 1985 по серпень 1988 — начальник речової майстерні окремої роти спеціального призначення (Кабул).
У 1988 році вступив до Рязанського вищого повітряно-десантного командного училища, яке закінчив у червні 1992 року. З листопада 1992 року — командир групи спеціального призначення 9-ї бригади. Після переформування бригади в 50-й окремий навчальний загін спеціальної підготовки — командир навчальної групи спеціального призначення — викладач навчальної роти (розвідників), командир навчальної роти (розвідників) — старший викладач, старший викладач циклу спеціальної підготовки. З травня 2001 року по лютий 2002 року — начальник штабу — заступник командира навчального загону спеціального призначення, з лютого 2002 року по квітень 2004 року — командир загону спеціального призначення 50-го центру спеціальної підготовки.
З квітня по вересень 2004 року — командир загону спеціального призначення, з вересня 2004 року по січень 2005 року — командир загону підводного мінування, з січня 2005 року по жовтень 2008 року — заступник командира — водолазний спеціаліст 73-го морського центру спеціальних операцій (Очаків). У 2005 вступив і у 2008 році закінчив факультет підготовки фахівців оперативно-тактичного рівня Національної академії оборони України.
З жовтня 2008 по грудень 2009 у складі литовського контингенту брав участь у міжнародній коаліційній місії зі сприяння безпеці в Ісламській Республіці Афганістан під проводом НАТО як командир української розвідки (всього у складі контингенту — 7 українських миротворців), працюючи одночасно і головним перекладачем української миротворчої місії. Після повернення з Афганістану, з грудня 2009 року по грудень 2010 року — начальник штабу — перший заступник командира 73-го морського центру спеціального призначення Військово-Морських Сил Збройних Сил України.
Після звільнення в запас у 2010 році Олефіренко мешкав з сім'єю в Кіровограді.

### Російсько-українська війна
Звільнившись свого часу у запас, влітку 2014 року добровільно звернувся до військкомату, щоб повернутись на військову службу. Долучився до формування та бойового злагодження 42-го кіровоградського батальйону територіальної оборони «Рух Опору». З червня по вересень 2014 року — командир 42-го батальйону територіальної оборони Оперативного командування «Південь». З літа 2014 року брав участь в антитерористичній операції на сході України.
З вересня 2014 року — командир 73-го морського центру спеціальних операцій. Під час участі в антитерористичній операції його підрозділ виконував найскладніші завдання командування. Зокрема, командир разом з підлеглими виявив і надав вищому командуванню інформацію про мінометні позиції ворога, з яких у той час вівся інтенсивний вогонь по селу Павлопіль Новоазовського району на Донеччині. Завдяки його доповіді, українська артилерія завдала точного вогневого удару та знищила терористів.
Загинув 16 січня 2015 року під час мінометного обстрілу в районі сіл Гранітне та Миколаївка Волноваського району Донецької області. Юрій кинувся на захист, прикривши собою трьох бійців; під час евакуації до медичного закладу серце зупинилося.
Похований на Алеї Слави Ровенського цвинтаря міста Кропивницький.

## Родина
Дружина — Олена.
Доньки — Ольга й Олеся.

## Нагороди та відзнаки
- Орден Богдана Хмельницького ІІІ ступеня (9 квітня 2015, посмертно) — за особисту мужність і високий професіоналізм, виявлені у захисті державного суверенітету та територіальної цілісності України, вірність військовій присязі.[4][5]
- Орден Червоної Зірки
- Медаль «Захиснику Вітчизни»
- Відзнака «Ветеран військової служби»
- Медаль «За миротворчу діяльність»
- Медаль «10 років Збройним Силам України»
- Медаль «15 років Збройним Силам України»
- Медаль «За відвагу»
- Медаль «70 років Збройних Сил СРСР»
- Пам'ятний нагрудний знак «Воїн-миротворець»
- Нагрудний знак «Воїну-інтернаціоналісту»
- Медаль «Воїну-інтернаціоналісту від вдячного афганського народу»
- Пам'ятна медаль НАТО «ISAF»
- Недержавна відзнака — орден «Народний герой України» (9 червня 2017, посмертно).[6][7]

## Пам'ять
31 березня 2015 року рішенням Кропивницької міської ради вулицю Фрунзе перейменовано на честь Юрія Олефіренка.
2 липня 2016 року указом Президента України Петра Порошенка середній десантний корабель «Кіровоград» дістав нову назву — «Юрій Олефіренко».
26 грудня 2016 року на будівлі Загальноосвітньої школи № 4 у Бобринці відкрили пам'ятну дошку на вшанування Юрія Олефіренка — в цій школі він розпочинав своє навчання.
14 жовтня 2017 року на території 73-го Морського центру спеціальних операцій урочисто відкрито Алею пам'яті полеглих у боях офіцерів та матросів цієї частини.
Протягом 14 і 15 січня 2020 року на базі КДЮСШ № 2 у Кропивницькому тривав міський турнір з футболу серед юнаків, присвячений пам'яті Юрія Олефіренка.
Вшановується в меморіальному комплексі «Зала пам'яті», в щоденному ранковому церемоніалі 16 січня.